# Laura Chiesa
Laura Chiesa   (Moncalieri, 5 d'agost de 1971) és una tiradora d'esgrima italiana, ja retirada, especialista en espasa, que va competir durant les dècades de 1980 i 1990.
El 1996 va prendre part en els Jocs Olímpics d'Estiu d'Atlanta, on va disputar dues proves del programa d'esgrima. En la prova d'espasa per equips guanyà la medalla de plata, mentre en la d'espasa individual fou vint-i-sisena.
En el seu palmarès també destaquen cinc medalles al Campionat del món d'esgrima, una d'or, dues de plata i dues de bronze, entre les edicions de 1989 i 1994; una medalla de bronze al Campionat d'Europa d'esgrima de 1992 i una medalla de plata a les Universíades de 1991.